# 静岡県立東部特別支援学校
静岡県立東部特別支援学校（しずおかけんりつ とうぶとくべつしえんがっこう）は、静岡県伊豆の国市寺家に本校を置く県立肢体不自由・病弱特別支援学校。本校、伊東分校、伊豆高原分校の3教場からなり、伊豆半島全体を学区とする。

## 教場
- 本校

静岡県伊豆の国市寺家235
- 伊東分校（小・中学部）

静岡県伊東市幸町1-5　伊東市立西小学校に併設。
- 伊豆高原分校（高等部）

静岡県伊東市八幡野1120　県立伊東高等学校城ヶ崎分校に併設。

## 設置学部
- 小学部
- 中学部
- 高等部
- 訪問教育部

## 歴史
- 1966年（昭和41年）4月1日 ‐ 田方郡韮山町（現・伊豆の国市）寺家863に静岡県立静岡養護学校 東部分校として設立
- 1974年（昭和49年）4月1日 ‐ 静岡県立中央養護学校 東部分校に校名を変更
- 1975年（昭和50年）4月1日 ‐ 静岡県立東部養護学校として独立
- 1979年（昭和54年）4月1日 ‐ 伊東市立川奈小学校の養護学級を移管し、川奈分校を設立
- 1999年（平成11年）4月1日 ‐ 伊東分校を設立
- 2008年（平成20年）4月1日 ‐ 静岡県立東部特別支援学校に校名を変更
- 2021年（令和3年）4月 - 川奈分校が廃校となる[1]。